# 網上照片輸出業
網上沖曬又名網上沖印，是電子商務, 用戶在網際網路將數碼照片傳輸給沖印服務商，在線先付款，後服務商將沖印好的照片快遞送貨上門，或由用戶自取。
現代相片不必沖曬, 所以應名為網上照片輸出業。

## 好處
- 消費者打破地域限制，隨時隨地進行沖印。
- 商家全球化市場運營，對傳統沖印業是大挑戰。

## 問題
- 隱私安全
- 網上支付技術，網銀, 第三方支付平台不可信

## 相關
- 銀箭沖印